# Thin Lizzy
Thin Lizzy är ett irländskt hårdrocksband som bildades 1969 i Dublin, Irland. Två av bandets grundare, trummisen Brian Downey och Phil Lynott, träffades under tiden de gick i skolan. Lynott var bandets frontfigur och skrev en stor majoritet av gruppens låtar.
Thin Lizzy gav ut tolv studioalbum och deras mest framgångsrika låtar, "Whiskey in the Jar", "Jailbreak" och "The Boys Are Back in Town" blev alla hits världen över och spelas flitigt på rockkanaler på radion. Gruppens tre första studioalbum gavs ut med Eric Bell som gitarrist, därefter gavs fem studioalbum ut med vad som kan anses vara den klassiska sättningen av bandet. Bell ersattes av två gitarrister, Scott Gorham och Brian Robertson. Robertson sparkades 1978 och ersattes av Gary Moore. Moore lämnade gruppen efter att ha spelat in Black Rose: A Rock Legend med bandet, och ersattes i sin tur av Snowy White för de två nästkommande albumen. Thin Lizzys sista studioalbum, Thunder and Lightning, gavs ut 1983. Vid denna tidpunkt bestod gruppen av Lynott, Downey, Gorham, samt Darren Wharton på keyboard och John Sykes på gitarr.
Efter Lynotts död 1986, har bandet uppstått vid ett flertal tillfällen, ofta med Gorham och Sykes – som dock lämnade gruppen 2009. Gorham fortsatte därefter med en ny uppsättning av bandet, där Downey också ingick. 2012 bestämde Gorham och Downey att man inte skulle spela in nytt material som Thin Lizzy, så ett nytt band – Black Star Riders – bildades för att turnera och producera nya album. Sedan 2013 har gruppen givit ut två studioalbum. Thin Lizzy finns fortfarande, men återförenas endast för enstaka turnéer. Bandet består idag av Gorham, Wharton, Ricky Warwick, Damon Johnson, Tom Hamilton och Scott Travis.

## Historia

### Bildandet (1969–1974)

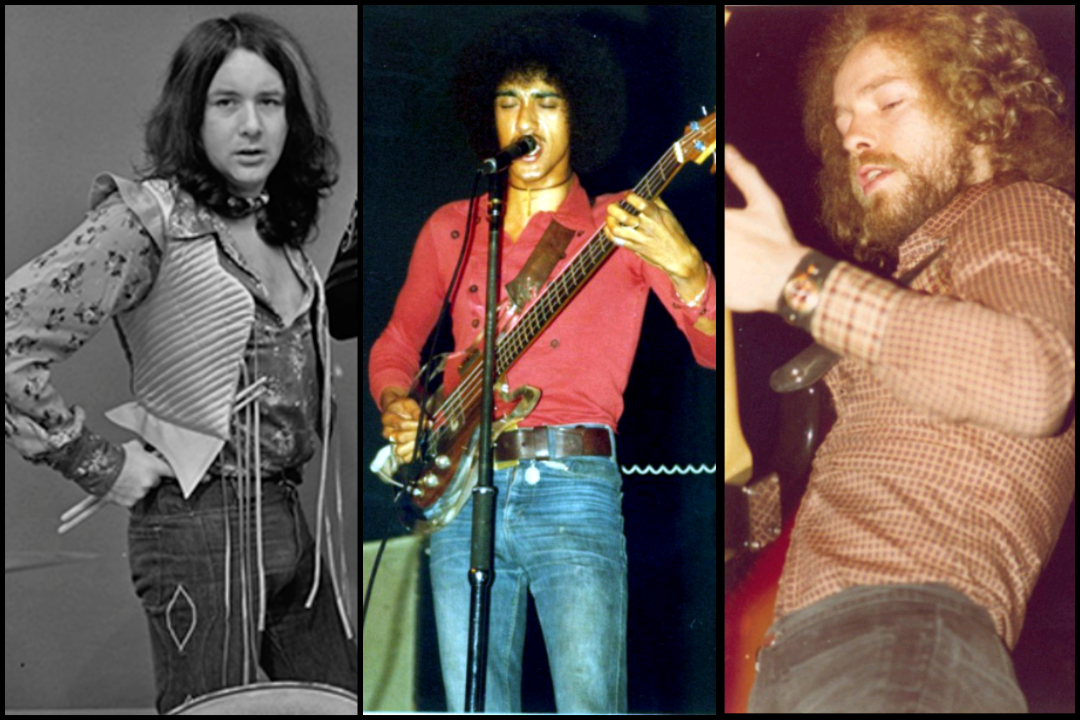
Brian Downey, Phil Lynott och Eric Bell, tre av fyra grundare av Thin Lizzy

Thin Lizzy bildades i december 1969 i Dublin, Irland när gitarristen Eric Bell träffade organisten Eric Wrixon på en pub. Båda två hade tidigare spelat i bandet Them som frontades av Van Morrison. Samma kväll såg de två bandet Orphanage med sångaren Phil Lynott och trummisen Brian Downey. Bell och Wrixon övertalade då Lynott och Downey att bilda ett band tillsammans.
Under sommaren 1970 gav gruppen ut sin debutsingel "The Farmer" via EMI, med b-sidan "I Need You" som skrev av John D'ardis som ägde Trend Studios där låtarna spelades in. Innan singeln släpptes lämnade dock Wrixon bandet. Han flyttade ut i Europa innan han åkte tillbaka till Irland där han fortsatte spela med sitt gamla band, Them. Wrixon avled den 13 juli 2015. I slutet av 1970 skrev gruppen på ett kontrakt för skivbolaget Decca och i januari 1971 åkte bandet till London för att påbörja inspelningarna av ett debutalbum. Kort därefter flyttade gruppen permanent till London. Den 30 april 1971 gavs albumet Thin Lizzy ut. Albumet sålde relativt bra, men lyckades inte ta sig in på någon topplista trots att det fick viss speltid på radio av bland andra John Peel. Runt mars 1971 flyttade bandet till London, innan man i augusti samma året gav bandet ut EP:n New Day, som inte blev någon större försäljningssuccé. Trots detta gick Decca med på att finansiera gruppens uppföljare till debutalbumet. Den 10 mars 1972 gavs Shades of a Blue Orphanage ut, men liksom föregående album lyckades inte albumet ta sig in på några topplistor.
I mitten av 1972 blev gruppen tillfrågade att spela in ett album med coverlåtar av Deep Purple. Bandet gick med på detta och albumet släpptes i januari 1973 under namnet Funky Junction Play a Tribute to Deep Purple. Sång och keyboard stod Elmer Fudd för och Thin Lizzy nämndes inte någonstans på albumet. Några instrumentala stycken som bandet skrivit återfanns också på albumet.

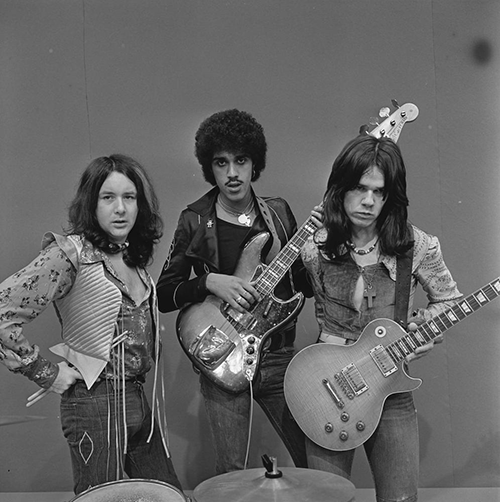
Thin Lizzy 1974. Från vänster: Brian Downey, Phil Lynott, Gary Moore.

I slutet av 1972 turnerade gruppen i Storbritannien med det brittiska rockbandet Slade och den amerikanska sångerskan Suzi Quatro. Vid den här tidpunkten gav Decca ut Thin Lizzys version av en traditionell irländsk låt, "Whiskey in the Jar", som singel. Thin Lizzy blev upprörda av detta då de kände att låten inte representerade bandets stil och sound, men låten toppade topplistan i Irland och nådde i Storbritannien plats sex på singellistan. Detta gjorde att gruppen fick medverka med låten på Top of the Pops och låten tog sig också in på flera andra topplistor runtom Europa. Nästa singel, "Randolph's Tango", floppade dock och tog sig endast in på singellistan i Irland. Den 21 september 1973 gavs gruppens tredje studioalbum ut. Likt föregående album lyckades inte Vagabonds of the Western World heller att ta sig in på några albumlistor och albumets singel, "The Rocker" nådde som bäst en elfte plats i Irland. Eric Bell lämnade plötsligt bandet på nyårsafton 1973 efter en spelning i Belfast bland annat efter hälsoproblem. Gary Moore kallades in som ersättare för att hjälpa till att avsluta gruppens turné. Moore hann spela in tre låtar med bandet (däribland "Still in Love With You" som återfinns på Nightlife) innan han i april 1974 lämnade Thin Lizzy. Två temporära gitarrister kallades in efter Moores avhopp, Andy Gee och John Cann (tidigare Atomic Rooster). Ingen av de två sågs som permanenta medlemmar då Gee var under kontrakt med ett annat skivbolag och Lynott och Cann inte trivdes med varann på ett personligt plan. Med denna sättning turnerade bandet i Tyskland, en turné som avslutades tidigare än planerat. Samtidigt höll gruppens kontrakt med Decca att gå ut och Downey lämnade vid den här tiden bandet, men återvände efter att Lynott bönat och bett honom.

### Den klassiska eran (1974–1978)
Lynott och Downey sökte nu nya medlemmar till gruppen och fann till slut gitarristerna Brian Robertson och den amerikanske Scott Gorham. Gruppen övergav det mesta av bandets äldre material när de spelade live och fick ett nytt kontrakt, denna gång med Phonogram. Med det nya skivbolaget och med gruppens nya uppsättning spelades Thin Lizzys fjärde studioalbum in. Nightlife gavs ut i november 1974, men lyckades inte ta sig in på några albumlistor. I början av 1975 turnerade Thin Lizzy i USA för första gången, då man agerade förband till Bob Seger och Bachman-Turner Overdrive. När Bachman Turner Overdrive senare samma år turnerade i Europa var Thin Lizzy förband även denna gång. Efter turnén spelade gruppen in albumet Fighting som nådde plats 60 på den brittiska albumlistan. Albumet, som öppnades med en cover på Seegers "Rosalie", visade för första gången Thin Lizzys karaktäristiska "twin guitar" sound, speciellt med stämmorna på "Wild One" och med de båda gitarristernas solon på "Suicide".

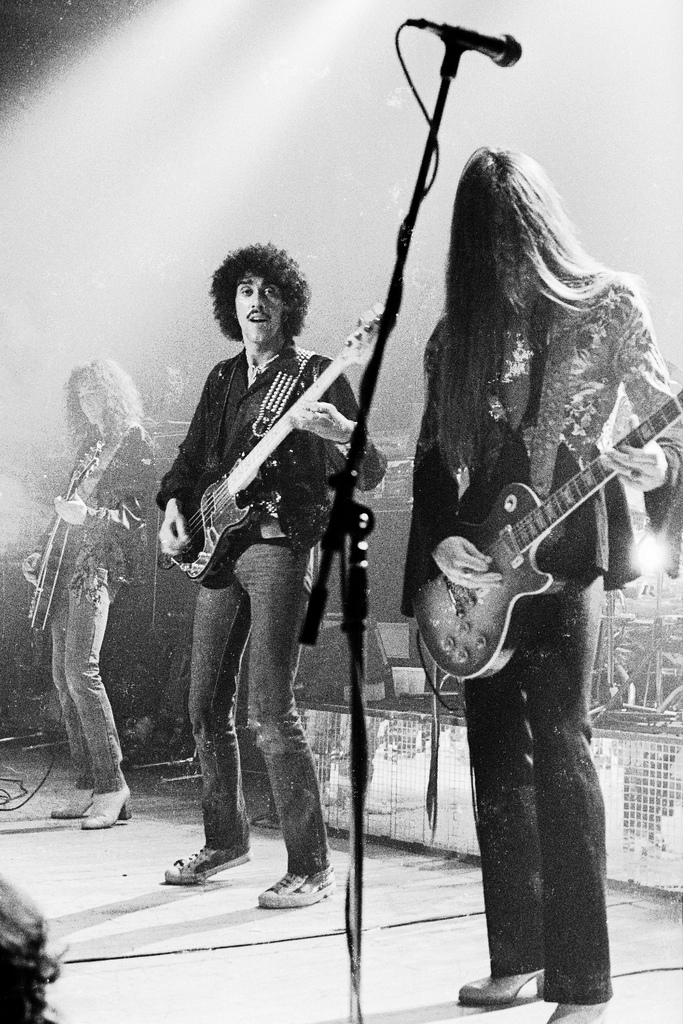
Thin Lizzy 1977. Från vänster: Brian Robertson, Phil Lynott och Scott Gorham.

Efter att ha turnerat under 1975 med bland andra Status Quo, påbörjade gruppen inspelningarna av bandets sjätte studioalbum som skulle visa sig bli bandets genombrott. Den 26 mars 1976 gavs Jailbreak ut och 17 april samma år släpptes låten "The Boys Are Back in Town" som singel. Albumet nådde plats tio på den brittiska albumlistan medan singeln nådde plats åtta på singellistan. I USA nådde albumet plats 18 och blev därmed gruppens första album att ta sig in på billboardlistan. Gruppens gitarrsound var på Jailbreak nu fullt utvecklat och fanns överallt på albumet, speciellt på hitsingeln och andra låtar såsom "Emerald", "Warriors" och "Cowboy Song". Även den efterföljande singeln "Jailbreak" nådde bra placeringar på hitlistor världen över. Gruppen turnerade därefter i USA tillsammans med bland andra Aerosmith, Rush och REO Speedwagon. Ännu en turné i USA var planerad till juni 1976, denna gång med Rainbow, turnén ställdes dock in för Thin Lizzys del då Lynott insjuknade i hepatit. Då Lynott var sjuk skrev han det mesta av materialet till det nästkommande albumet, Johnny the Fox. Albumet spelades in i augusti 1976 och läget mellan Lynott och Robertson började vid den här tiden bli mer spänt då de båda var oense om vem eller vilka som skulle stå som låtskrivare till låten "Don't Believe a Word", som senare blev en hit.
I december 1976 ställde gruppen in ännu en turné i USA. Brian Robertson skadade handen den 23 november när han försökte försvara Frankie Miller under ett slagsmål vid en klubb i London. Miller hade jammat på scenen med reggaebandet Gonzalez, men hade varit full och förolämpat Gonzalez gitarrist Gordon Hunte. Hunte attackerade därefter Miller i omklädningsrummet med en flaska. Robertson ingrep, men fick nervskador i handen. Robertson bröt Huntes ben, bröt nyckelbenet på en annan person, och skallade en tredje man, innan han blev slagen i huvudet med en flaska, vilket resulterade i att han blev medvetslös. Robertson hävdade, i motsats till vad som rapporterades vid tidpunkten, att han inte var full och hade bara gått dit för att äta. Lynott var arg och ersatte Robertson med Gary Moore för en turné i USA mellan januari och mars 1977, den här gången som förband till Queen. Turnén blev en succé och Lynott ville ha kvar Moore i gruppen, men Moore återvände till sitt dåvarande band Colossuem II. Robertson hade inte blivit sparkad, men var osäker på sin position i gruppen och planerade under tiden att starta ett annat band med Jimmy Bain från Rainbow. Innan turnén hade Lynott även bjudit in den irländska gitarristen Jimi Slevin för att "prova på några saker" med Thin Lizzy, vilket framkallade spekulationer om att Slevin skulle ersätta Robertson.
I maj 1977 flög gruppen till Vancouver, Kanada för att spela in sitt åttonde studioalbum, Bad Reputation. Inspelningarna tog vid utan Robertson och Gorham spelade in gitarr själv på alla låtar. En månad senare anslöt Robertson till sessionerna i sina egna ord som "studiomusiker" och i Lynotts ord "som en gäst". Robertson spelade in gitarrsolon på tre låtar, samt kompgitarr och keyboard, och var officiellt tillbaka i bandet i juli samma år. Den 2 september 1977 gavs albumet ut och nådde plats fyra på den brittiska albumlistan. Gruppen fick också en hit i och med låten "Dancing in the Moonlight". Samma år headlineade Thin Lizzy Reading Festival.
Den 2 juni 1978 gav gruppen ut livealbumet Live and Dangerous. Det finns dock många olika åsikter om hur mycket av albumet som egentligen är inspelat live. Producenten Tony Visconti menade att det enda som är live är trummorna och publiken, något som Robertson vederlade då han påstod att han vägrat lägga om ett gitarrsolo när Lynott bett om detta, och att de enda överdubbningarna var körer och några av Gorhams gitarrdelar. Han tillade: "Det är inte sant. Det enda skälet till att vi sade att det spelades om var uppenbarligen av skatteskäl... så allt som Visconti hävdar är skitsnack." Gorham instämde och sade att han försökte att lägga om ett solo, men kunde inte återskapa livesoundet: "Jag gjorde om ett rytmspår och lite körsång. Mer än så är det inte." Albumet blev dock en stor succé och nådde plats två på albumlistan i Storbritannien och blev 2004 rankat som det bästa livealbumet någonsin av tidningen Classic Rock. Efter en konsert på Ibiza den 6 juli 1978 sparkades Robertson för gott – meningsskiljaktigheter med Lynott hade utvecklats till en oumbärlig nivå. Robertson bildade kort därefter Wild Horses med Jimmy Bain. Drygt tre veckor senare tillkännagav gruppen att Gary Moore blivit permanent gitarrist i bandet.

### Senare år och uppbrott (1978–1983)

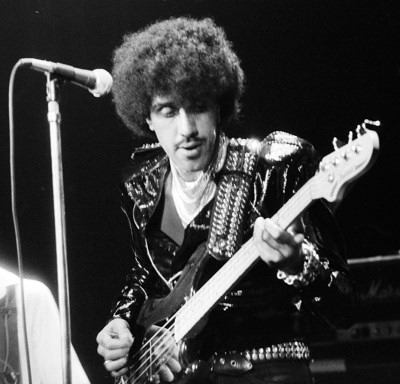
Phil Lynott live med Thin Lizzy i Oslo 1980.

I augusti 1978 påbörjade gruppen ännu en turné i USA, följt av en turné i Australien och Nya Zeeland. Brian Downey följde dock inte med på dessa turnéer då han ådragit sig lunginflammation och föredrog att stanna hemma i Irland. Han ersattes temporärt av den amerikanske trummisen Mark Nauseef. Efter turnén var Downey tillbaka och mellan december 1978 och februari 1979 spelade gruppen in albumet Black Rose: A Rock Legend i Paris och London. Gorham och Lynotts droganvändande var vid den här tiden mycket stor och Lynott skrev om detta bland annat i låten "Got to Give It Up". Albumet avslutades med "Róisín Dubh (Black Rose): A Rock Legend", ett sju minuter långt medley av traditionella irländska sånger. Albumet nådde i Storbritannien plats två och singlarna "Waiting for an Alibi", "Do Anything You Want To" och "Sarah" (som skrevs till Lynotts nyfödda dotter) gick även de bra på singellistor världen över.
I juli 1979 lämnade Moore Thin Lizzy mitt under en turné i USA. Flera år senare sade Moore att han inte ångrade att han lämnade gruppen: "Jag gjorde det kanske på fel sätt. Jag antar att jag kunde ha gjort det annorlunda. Men jag var tvungen att lämna." Han återupptog därefter sin solokarriär och gav ut flera framgångsrika album. Han hade tidigare samarbetat med Lynott och Downey på sitt andra studioalbum Back on the Streets från 1978. 1985 jobbade han och Lynott tillsammans igen på hitsingeln "Out in the Fields", som nådde plats fem på den brittiska singellistan. Gary Moore dog av en hjärtattack i Estepona, Spanien den 6 februari 2011 vid 58 års ålder.
Bandet fortsatte turnén som en trio under några kvällar, men Midge Ure kallades senare in som temporär ersättare. Ure hade planer på att gå med i Ultravox, men hade skrivit låten "Get Out of Here" med Lynott på Black Rose: A Rock Legend, och gick med på att hjälpa bandet att slutföra turnén. När gruppen sedan återvände till Storbritannien skulle gruppen återigen, för andra gången, vara huvudakt på Reading Festival i slutet av augusti 1979, men tvingades ställa in på grund av medlemsbyten. Innan gruppen påbörjade en turné i Japan i september 1979 kallade Lynott in ännu en gitarrist, Dave Flett, (tidigare Manfred Mann's Earth Band) så att Ure kunde spelade keyboard på vissa låtar. Turnén blev en succé, men Thin Lizzy hade nu två temporära medlemmar, och Lynott tillbringade mycket av sin tid på att producera album åt andra band samtidigt som han också arbetade med sitt första soloalbum, Solo in Soho. Lynott spelade in albumet med flera av medlemmarna som varit med i Thin Lizzy, detta under tiden man letade efter en permanent ersättare för Moore samtidigt som man arbetade med nästa Thin Lizzy-album. Lynott gifte sig 1980 och i juli samma år föddes hans andra dotter. Dave Flett hoppades på att bli permanent gitarrist i gruppen men Lynott valde Snowy White, som tidigare spelat med Pink Floyd och Peter Green. Midge Ure var under början av 1980-talet fortfarande temporär keyboardist i bandet men ersattes i april 1980 av Darren Wharton kort efter att White blivit medlem. Wharton var vid tiden 17 år gammal och hyrdes endast in som temporär medlem. Denna nya sättning av bandet slutförde inspelningarna av gruppens tionde studioalbum Chinatown, som gavs ut den 10 oktober 1980. Albumet nådde i Storbritannien plats sju på albumlistan, och genererade två hitsinglar: "Killer on the Loose" och "Chinatown". I slutet av 1980 påbörjade bandet vad som skulle komma att bli deras sista turné i USA.
I början av 1981 började Lynott arbetet med sitt andra soloalbum och använde sig även denna gång av medlemmar från Thin Lizzy. Under samma period jobbade gruppen på en uppföljare till Chinatown, vilket gjorde att medlemmarna inte alltid var säkra på vilket album de arbetade med. Producenten för Thin Lizzys sessioner, Chris Tsangarides, sade: "Känslan av förvirring låg i luften, då ingen ibland visste om de arbetade på Phils soloskiva eller ett Lizzy-album." Snowy White kände att, då han var medlem i Thin Lizzy, han borde ha fått betalt som studiomusiker för att medverka på Lynotts soloprojekt. I april 1981 gavs bandets första "greatest hits"-album ut, The Adventures of Thin Lizzy som nådde plats sex i Storbritannien. En singel, "Trouble Boys", släpptes också men nådde endast plats 53 vilket var gruppens sämsta placering på den brittiska singellistan sedan 1975. Enligt White och Wharton var Lynott den enda i gruppen som ville ge ut låten, och ingen annan gillade den. "Trouble Boys" var också tänkt som titel på gruppens nästkommande album, men på grund av misslyckandet med singeln togs låten bort från albumet och albumet fick istället heta Renegade. Under denna period var en av höjdpunkterna för bandet att vara huvudakt på den historiska första konserten vid Slane Castle, den 16 augusti 1981 med Kirsty McColl, Hazel O'Connor och U2 som förband.
Lynotts andra soloalbum, The Philip Lynott Album blev försenat till 1982, medan Renegade gjordes klart och gavs ut i november 1981. Albumet blev ingen större försäljningssuccé och nådde plats 38 och 157 i Storbritannien respektive USA. Wharton hade vid det här laget blivit permanent medlem i gruppen, men ändå togs hans bild bort från albumets baksida. Början av 1982 förstördes för Thin Lizzy då Downey och Gorham tog ledigt från gruppen på grund av personliga problem. Downey hade blivit misshandlad på en nattklubb i Danmark och Gorham hade problem med droger. Downey missade på grund av detta fem konserter, och blev under tre av dessa konserter ersatt av Mark Nauseef och de övriga två av Mike Mesbur som spelade i förbandet The Lookalikes. I mars samma år kollapsade Gorham och återvände hem under den pågående turnén: åtta konserter framfördes utan Gorham, medan sex konserter fick ställas in. Senare under året gav sig Lynott ut på en soloturné och gav också ut sitt andra soloalbum. I augusti lämnade Snowy White gruppen då han tröttnat på Lynotts droganvändande, samtidigt som han kände att han inte passade in i bandet. White fick under 1983 en topp-10 hit med låten "Bird of Paradise" i Storbritannien. Även gruppens manager, Chris O'Donnell, lämnade bandet vid den här tiden: "Ett band som en gång var lysande, höll på att förvandlas till skit rakt framför mina ögon."

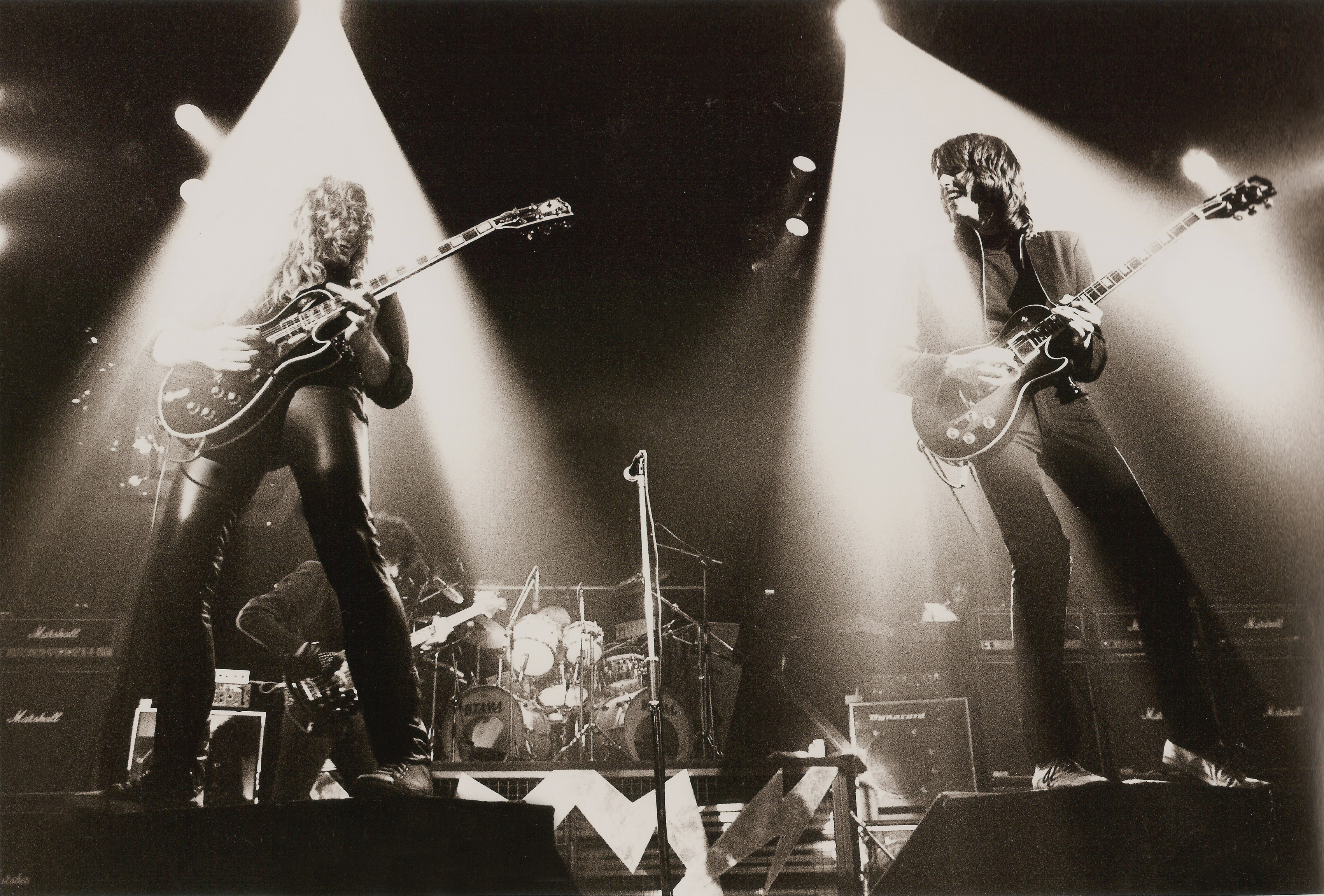
John Sykes och Scott Gorham var Thin Lizzys gitarrister 1983.

Innan gruppen påbörjade inspelningarna av nästa album, ville Lynott hitta en ersättare till White. I september 1982 blev John Sykes ny gitarrist i bandet och han skrev, tillsammans med Lynott, första singeln från albumet – "Cold Sweat". Albumet, Thunder and Lightning, gavs ut i mars 1983 och blev en mycket större succé än gruppens föregående album. I Storbritannien nådde albumet plats fyra. Med Sykes i bandet, växte gruppen och musikaliskt gick albumet mer mot heavy metal.
Turnén som följde kom att bli gruppens sista. Lynott var dock vid denna tidpunkt inte säker på att detta var slutet för bandet, Sykes ville fortsätta, men Gorham hade fått nog. Turnén blev en succé och vissa konserter spelades in för att kunna ge ut ett livealbum. Många av Thin Lizzys före detta gitarrister bjöds in på vissa konserter, med Snowy White som det enda undantaget. Albumet, Life, släpptes i oktober 1983 och innehöll också en äldre inspelning av "Renegade" med White. Turnén fortsatte och två till singlar gavs ut, varav den sista, "The Sun Goes Down", endast nådde plats 52 i Storbritannien. Lynott påbörjade senare också en andra soloturné (endast i Sverige) tillsammans med Downey och Sykes under namnet The Three Musketeers. Efter denna turné gjorde gruppen fyra konserter och gav sin sista konsert på Monsters of Rock den 4 september 1983 i Nürnberg, Tyskland.

### Hyllningar och projekt efter Thin Lizzy (1983–1994)
Innan 1983 var över bildade Lynott ett nytt band, Grand Slam. Gruppen fick dock aldrig ett skivbolagskontrakt och lades ned i början av 1985. Sykes och Downey gick till en början med på att bli medlemmar i gruppen, men Sykes började istället spela med Whitesnake och Downey ångrade sig. Lynott fokuserade därefter mer på sin solokarriär och fick en hit i maj 1985 med låten "Out in the Fields" tillsammans med Gary Moore. Låten, som var skriven av Moore, var från dennes soloalbum Run for Cover där Lynott medverkar på flera sätt. Lynotts soloprojekt misslyckades och hans sista singel, "Nineteen", nådde endast plats 76 i Storbritannien. Lynott planerade för ett tredje soloalbum, men avled på ett sjukhus i Salisbury den 4 januari 1986, 36 år gammal. Han led vid tiden av lunginflammation, sepsis och varbölder, vilket framkallats av hans drogberoende, vilket ledde till att flera organ slutade fungera. Innan Lynotts död hade han talat med Downey om en eventuell återförening av Thin Lizzy med Gorham och Sykes runt mars 1986, och hade bokat studiotid i januari samma år. Den 17 maj 1986 återförenades Thin Lizzy för en välgörenhetskonsert med en uppsättning bestående av Moore, Downey, Gorham, Wharton och Bob Daisley på bas. Bob Geldof och Moore stod för den mesta av sången, men flera andra sångare gästade också bandet under "Whiskey in the Jar". Ett samlingsalbum, Soldier of Fortune, gavs ut 1987 och samma år anordnades den första "Vibe for Philo" – en hyllningskonsert som sedan dess återkommit varje år på årsdagen av Lynotts död.
De kvarvarande medlemmarna av Thin Lizzy arbetade inte tillsammans förrän man spelade in singeln "Dedication" i oktober 1990, när en gammal demo arbetades om till en färdig låt till femårsjubileet av Lynotts död. Man använde Lynotts sång och bas från en gammal demo och spelade in nya bakgrunder till detta. Demon kommer från Grand Slam-perioden och skrevs tillsammans med gitarristen Laurence Archer. Downey och Gorham medverkar på låten och till en början hade också Gary Moore tackat ja till arbetet, men hoppade till slut av projektet. Låten gavs ut och nådde plats 35 i Storbritannien, och gavs också ut på samlingsalbumet Dedication: The Very Best of Thin Lizzy i februari 1991.
Efter detta uppenbarade sig flera mindre återföreningsprojekt. 1991 turnerade Downey och Robertson tillsammans med Bobby Tech på sång, Doish Naigle (som var medlem i Grand Slam) på gitarr och Doug Brockie på bas. De turnerade under namnet "An Evening of Thin Lizzy" i Irland. I augusti 1994 höll Downey, Bell, Robertson och Wharton en hyllningskonsert i Wolverhampton tillsammans med tre tributeband. Samma år bildades en ny version av Thin Lizzy av John Sykes, som nu också stod för sången, med Downey, Gorham, Wharton och Marco Mendoza på bas. Turnén marknadsfördes som en hyllning till Phil Lynott. Denna sättning spelade också på "Vibe for Philo" den 4 januari 1996 med ett antal gästartister, däribland: Eric Bell, Midge Ure, Henry Rollins, Therapy?, samt Joe Elliott och Rick Savage från Def Leppard.
2005, i samband med avtäckningen av Phil Lynotts staty, genomfördes en hyllningskonsert i Dublin som arrangerades av Gary Moore. Övriga före detta bandmedlemmar som deltog i konserten var Downey, Bell, Gorham och Robertson. Konserten filmades och gavs ut på DVD under namnet Gary Moore & Friends, One Night in Dublin, A Tribute to Phil Lynott.

### Thin Lizzy utan Lynott (1994–nuvarande)

#### John Sykes-eran

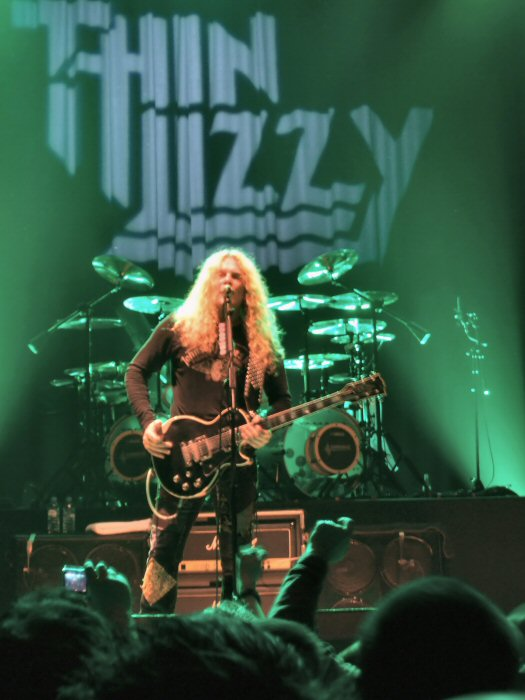
John Sykes live i Skottland 2007.

1996 beslutade John Sykes att återaktivera Thin Lizzy och presenterade det nya bandet som en hyllning till Phil Lynotts liv och arbete. I Lynotts frånvaro bestämde han sig för att själv ta på sig rollen som sångare, och övertalade Scott Gorham, Brian Downey och Darren Wharton att återvända till gruppen. Marco Mendoza fortsatte i Lynotts roll som basist. De fick kritik för användandet av Thin Lizzys namn utan Lynott, men bandet framförde bara gamla Thin Lizzy-låtar och skrev inte nytt material. 1997 vikarierade Tommy Aldridge på trummor när Brian Downey fått förhinder, och blev strax därefter permanent medlem när Downey lämnade bandet. Denna uppsättning av Thin Lizzy förblev stabil fram till 2000, då gruppen också spelade in livealbumet One Night Only. Bandet fortsatte att turnera USA och spelade på klubbar i början av 2001, Wharton hade vid denna tidpunkt redan lämnat gruppen. Mellan 2000 och 2003, turnerade Mendoza med Ted Nugent, och därefter med Whitesnake 2004. Sykes gavs ut två soloalbum i gapet mellan 2002 och 2003, medan Gorham arbetade med sitt band 21 Guns. Wharton sade senare att Thin Lizzy skulle ha lämpat sig bättre om de spelat färre konserter, i större lokaler. Han kände också att, efter upplevelsen av att vara frontman i sitt eget band Dare, var det inte tillräckligt tillfredsställande att spela keyboard bakom Gorham och Sykes. Sykes meddelade att alla tidigare gruppmedlemmar var välkomna att spela med Thin Lizzy när som helst.
Under 2004 var bandet tillbaka igen, vid denna tidpunkt bestod det av: Sykes, Gorham, basisten Randy Gregg, och trummisen Michael Lee, som tidigare hade spelat med Robert Plant och The Cult. De turnerade i Nordamerika under vintern och därefter sommaren som förband till Deep Purple. Denna uppsättning visade sig dock bli relativt temporär då Mendoza återvände 2005, och Aldridge kom tillbaka 2007. Det fanns inga planer på ett nytt album, men Thin Lizzy fortsatte att turnera. I slutet av 2007 hade Mendoza ersatts av Francesco DiCosmo. Sykes uppgav att Thin Lizzy nu var "mer av en hyllningspryl" och att det vore fel att spela in nytt material under det namnet. Han tillade att bandmedlemmarna skulle kunna spela in något tillsammans, men inte som Thin Lizzy. 2007 sade Gorham att Lynott fortfarande får det största jublet under konserter, och att det nuvarande bandet inte var aktivt bara för pengarnas skull. I januari 2011, hävdade Gorham att Lynott skulle ha godkänt en fortsättning av bandet: "han arbetade långa timmar och reste tusentals mils för att få det till en viss nivå. Det finns inte en chans att han skulle ha sagt "Ingen ska spela dessa låtar igen."
I slutet av juni 2009 skulle gruppen, tillsammans med The Answer, varit förband åt AC/DC i England, Irland och Skottland. Thin Lizzy tvingades dock ställa in dessa spelningar då Aldrigde brutit nyckelbenet i en olycka. Den 30 juni meddelades det på bandets hemsida att Sykes lämnat Thin Lizzy och alla konserter för resten av 2009 ställts in eller skjutits upp. Efter detta meddelade Scott Gorham att han inom kort planerat att tillkännage gruppens framtida planer. I ett uttalande sade han: "Den senaste tiden har varit mycket tuff för mig och bandet, dels med trummisen Tommy Aldridges skada och nu beslutet om John och resten av gruppen att gå skilda vägar. Jag kan bara be om ursäkt till alla som har stöttat oss under årens lopp, men vi kommer snart att vara tillbaka med full fart."

#### Ricky Warwick-eran och Black Star Riders

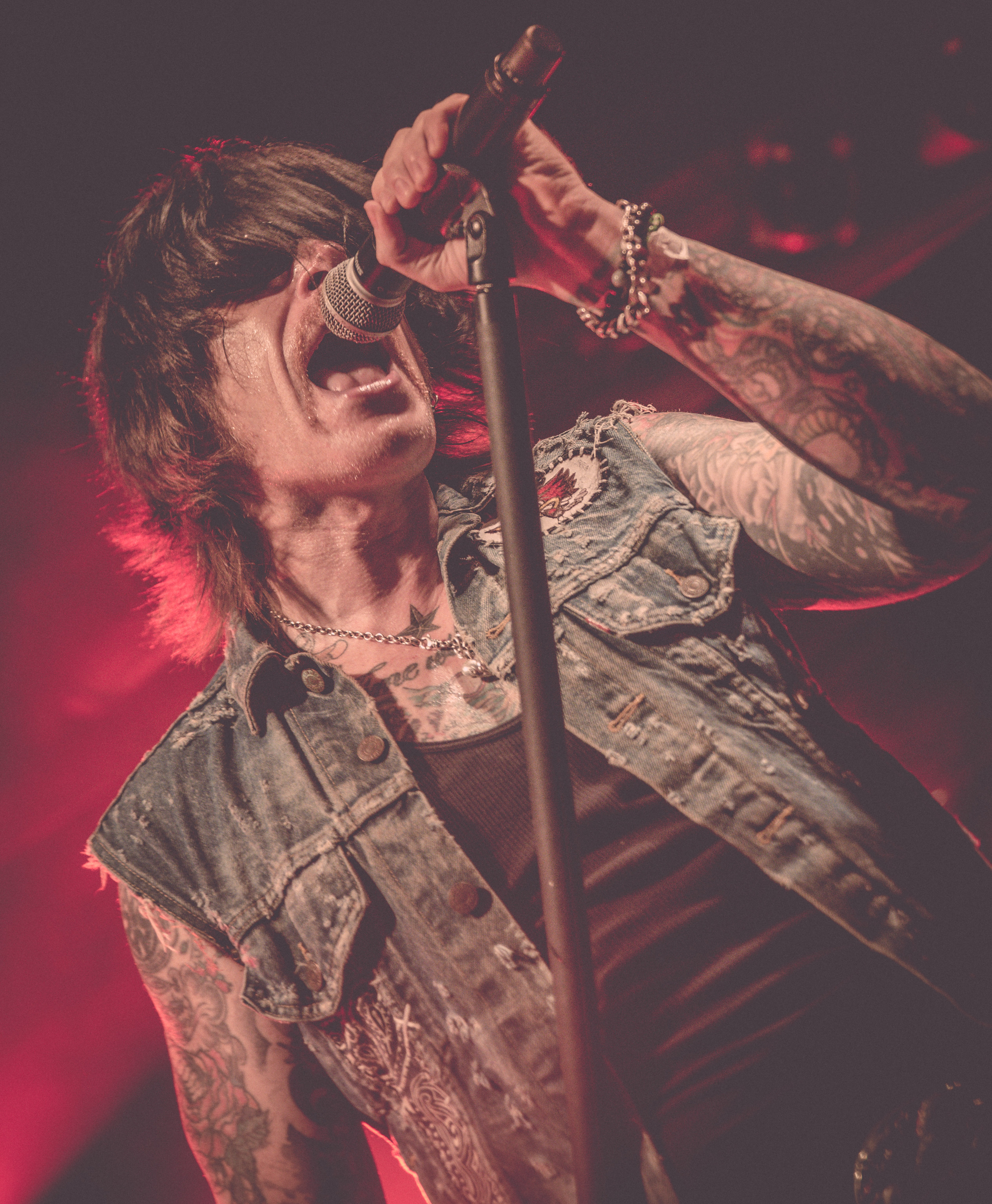
Ricky Warwick har sjungit i Thin Lizzy sedan 2010.

I september 2009 började Gorham arbeta med att få ihop en ny version av Thin Lizzy och i maj 2010 presenterades en ny uppsättning av bandet. Originaltrummisen Brian Downey, keyboardisten Darren Wharton och basisten Marco Mendoza var tillbaka i bandet, tillsammans med gitarristen Vivian Campbell, från Def Leppard samt sångaren Ricky Warwick från bandet The Almighty. Samtidigt tillkännagav gruppen en kommande turné i Storbritannien 2011. Den före detta Lizzy-gitarristen Brian Robertson tillfrågades också, men tvingades tacka nej då han hade tidigare åtaganden med sin solokarriär. Utöver en brittisk och europeisk turné, meddelade bandet att man skulle spela i Dublin den 4 januari 2011. Denna konsert krockade med "Vibe for Philo" - som är en årlig hyllning till Phil Lynott. Dublinkonserten flyttades då istället till den 17 februari samma år.
I april 2011 meddelades det att Vivian Campbell skulle behöva lämna Thin Lizzy för att kunna återförenas med Def Leppard, efter en sista konsert den 28 maj. Han ersattes av Guns N' Roses gitarrist Richard Fortus. Den 28 augusti meddelades det att Damon Johnson från Alice Coopers band skulle ersätta Fortus för gruppens stundande turné i USA med Judas Priest. Fortus återvände för att turnera med Guns N' Roses resten av året, och Johnson har sedan dess ersatt Fortus permanent.
I mars 2011 sade Gorham i en intervju med Billboard att Thin Lizzy i framtiden kanske skulle spela in ett nytt studioalbum: "Det är fråga nr 1 vi får från folk - ska vi spela in nytt material? Fansen verkar lita på denna line-up, och jag klandrar dem inte. Vi har typ hoppat över detta känslomässiga hinder tillsammans. Ricky skriver några jävligt bra texter, och med den talang som finns i Thin Lizzy nu, tror jag att vi kan få ihop ett riktigt coolt gäng. Det är åtminstone något som vi kan fundera på nu, till skillnad från tidigare, då det inte var på bordet." Den 25 juni 2012 var Thin Lizzy i studion och spelade in nytt material, det var dock oklart hur många låtar som skulle spelas in eller ges ut. Den 10 oktober 2012 offentliggjorde bandet att man inte hade för avsikt att släppa nyskrivet material under namnet Thin Lizzy, men att det skulle ges ut under ett annat namn. Enligt Gorham gjordes detta "av respekt för Phil Lynott och det arv han skapat", han bekräftade dock att det nya materialet skulle inneha det klassiska Thin Lizzy-soundet. Ricky Warwick meddelade samtidigt att gruppen skulle sluta att turnera regelbundet som Thin Lizzy i slutet av 2012, men att detta inte nödvändigtvis skulle betyda att de aldrig mer skulle spela som Thin Lizzy igen.

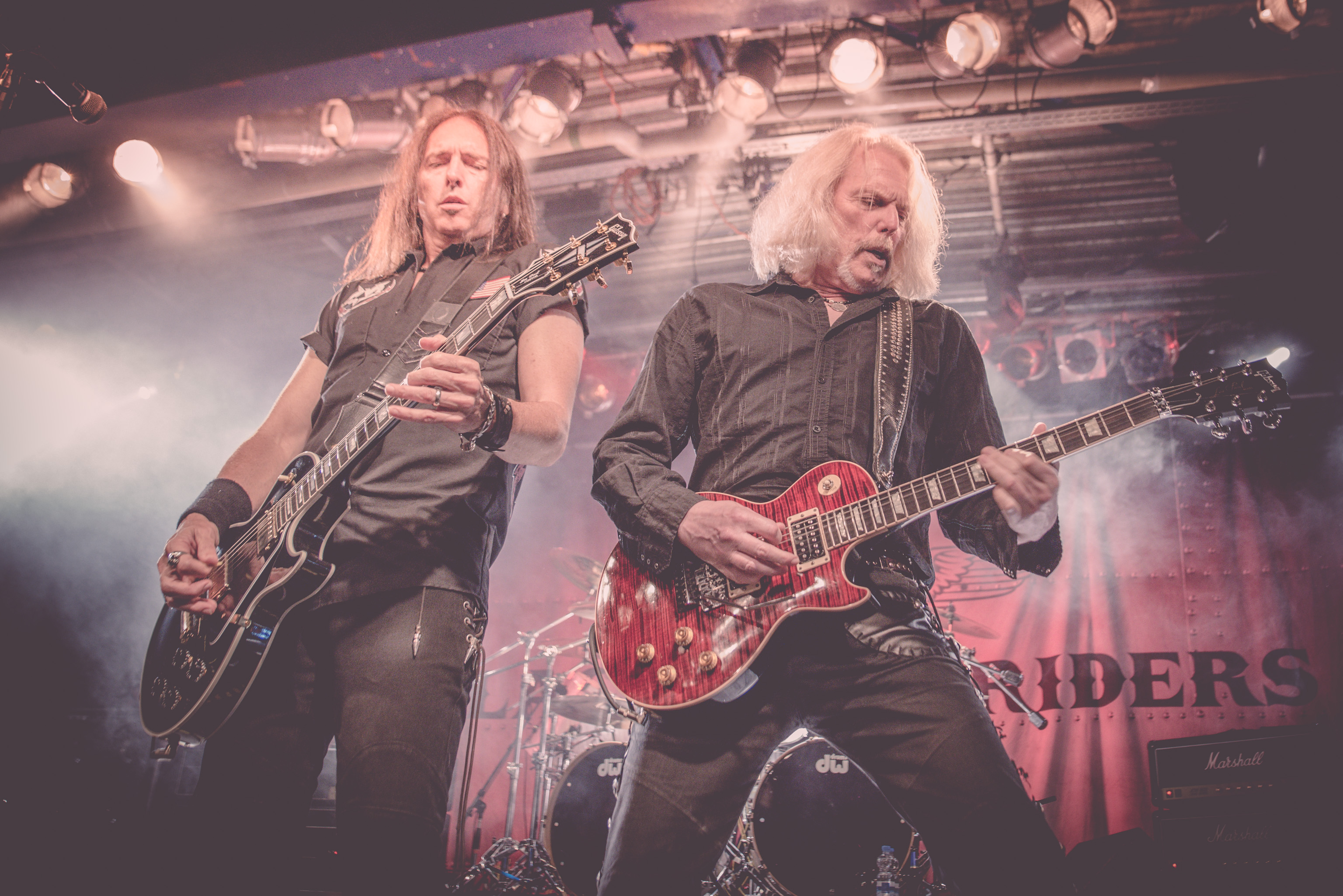
Damon Johnson och Scott Gorham har varit Thin Lizzys gitarrduo sedan 2011.

I december 2012 meddelade Gorham att det nya materialet skulle ges ut under namnet Black Star Riders, och att Downey och Wharton valt att inte delta i det nya bandet. Downey beslutade att ta en paus från att turnera, och Wharton arbetade med sitt eget band Dare, och ett filmprojekt. Det tillkännagavs också att bandet skulle turnera i Australien, i mars 2013, som Thin Lizzy med Downey och Wharton, som förband till Mötley Crüe och Kiss. Gorham betonade att Thin Lizzy fortfarande skulle framträda tillsammans emellanåt: "Vi kommer finnas som Thin Lizzy. Det finns fortfarande vissa stora festivaler som vi kommer att spela på. Thin Lizzy finns fortfarande vid horisonten, vi kommer fortfarande åka ut och göra sånt, men under tiden har vi Black Star Riders som vi också kommer att koncentrera oss på.
Den 19 januari 2016 meddelades att bandet kommer att ett "halvt dussin eller så" framträdanden i mitten av 2016 och början av 2017 för att fira 40-årsdagen av bandets bildande och 30-årsdagen av Lynotts död. Initialt avslöjades två festivaldatum: den första var Ramblin' Man Fair i Maidstone, England den 23 juli 2016, och den andra var Rock Legends Cruise i Fort Lauderdale, USA som går av stapeln mellan den 19 och 23 januari 2017. Bandets uppsättning för dessa konserter meddelades till en början vara Gorham, Warwick, Johnson och Wharton med den förre Motörheadtrummisen Mikkey Dee istället för Downey. Ytterligare datum tillkännagavs strax därefter, på Monsters of Rock-konserter i Tyskland den 17 och 18 juni 2016, samt Barcelona, Spanien den 17 juli, och festivalen Skogsröjet i Rejmyre, Sverige den 6 augusti. Den 19 april meddelades det att Dee trots allt inte skulle delta, och att Judas Priest trummis, Scott Travis, skulle ta Downeys plats under alla konserter förutom i Sverige den 6 augusti, då Europes trummis Ian Haugland spelade. Dessutom bekräftades det att Aerosmiths basist Tom Hamilton skulle spela med Thin Lizzy under dessa konserter. Efter dessa konserter bekräftade Gorham att gruppen förmodligen inte skulle komma att turnera mer i framtiden, men att bandet skulle fortsätta med att göra framträdanden på enstaka evenemang. Han sade vidare: "att slå ihjäl det helt och hållet vore fel, tror jag."
Under 2019 gjorde gruppen ytterligare tre konserter, i Wales, Spanien och Belgien. På Steelhouse Festival den 28 juli spelade man albumet Black Rose: A Rock Legend i sin helhet. Under dessa konserter rekryterades Troy Sanders från Mastodon för att spela bas.

## Musikstil
Thin Lizzy tog begreppet twin lead guitar, som Wishbone Ash introducerat på rockscenen, till hårdrocken. Det är där två gitarrister spelar samma slinga samtidigt men i olika stämmor, en teknik som sedermera kopierats av många band och används flitigt av grupper som Judas Priest och Iron Maiden. Scott Gorham och Brian Robertson ägnade stor energi åt att studera varandras spelstil, frasering och vibrato för att få fram ljudet.
Den enda konstanta medlemmen utöver Lynott var trumslagaren Brian Downey samt Scott Gorham som kom med 1974 och var med till slutet. På gitarr medverkade vid olika tillfällen Eric Bell, Scott Gorham, Brian Robertson, Gary Moore, John Sykes och Snowy White. På 1980-talet medverkade även Darren Wharton på klaviatur.
I och med att Phil Lynott var både låtskrivare och sångare förändrades bandets sound endast måttligt trots att bandets medlemmar byttes ut.

## Diskografi
- 1971 – Thin Lizzy
- 1972 – Shades of a Blue Orphanage
- 1973 – Vagabonds of the Western World
- 1974 – Nightlife
- 1975 – Fighting
- 1976 – Jailbreak
- 1976 – Johnny the Fox
- 1977 – Bad Reputation
- 1979 – Black Rose: A Rock Legend
- 1980 – Chinatown
- 1981 – Renegade
- 1983 – Thunder and Lightning

## Medlemmar
| Nuvarande medlemmar - Scott Gorham – gitarr, kör (1974–83, 1996–2001, 2004– ) - Darren Wharton – keyboard, sång (1981–83, 1996–2001, 2010– ) - Ricky Warwick – sång, guitar (2010– ) - Damon Johnson – gitarr, kör (2011– ) - Scott Travis – trummor, slagverk (2016– ) - Troy Sanders – elbas (2019–) Tidigare turnémusiker - John Du Cann – gitarr, kör (1974; avled 2011) - Andy Gee – gitarr, kör (1974) - Mark Nauseef – trummor, slagverk (1978–1979) - Midge Ure – gitarr, keyboard, kör (1979–1980) - Dave Flett – gitarr, kör (1979) - Mike Mesbur – trummor (1982) - Ian Haugland – trummor (2016) | Tidigare medlemmar - Phil Lynott – elbas, sång (1969–1983; avled 1986) - Brian Downey – trummor, slagverk (1969–1983, 1996–1998, 2010–2016) - Eric Bell – gitarr, kör (1969–1973) - Eric Wrixon – keyboard, kör (1969–1970; avled 2015) - Gary Moore – gitarr, kör (1974, 1977, 1978–1979; avled 2011) - Brian Robertson – gitarr, kör (1974–78) - Snowy White – gitarr, kör (1980–1982) - John Sykes – gitarr, sång (1982–1983, 1996–2001, 2004–2009) - Marco Mendoza – elbas, kör (1996–2001, 2005–2007, 2010–2016) - Tommy Aldridge – trummor (1998–2001, 2007–2009) - Randy Gregg – elbas, kör (2004–2005) - Michael Lee – trummor (2004–2007; avled 2008) - Francesco DiCosmo – elbas, kör (2007–2009) - Vivian Campbell – gitarr, kör (2010–2011) - Richard Fortus – gitarr, kör (2011) - Tom Hamilton – elbas (2016–2017) |